# Leningrad - Moskva - Jalta - Krim
|  | Denne artikel er oprettet af botten Steenthbot ud fra en ekstern database. Den kan derfor have sproglige fejl eller mangler. Denne skabelon kan fjernes efter kontrol af indholdet. |

Leningrad - Moskva - Jalta - Krim er en dansk dokumentarisk optagelse fra 1962.

## Handling
Optagelser fra DKPs besøg i Sovjet 1962: Scener fra afgangen ved Langelinie, ombord under skibsrejsen og fra Leningrad. Billeder fra Jalta og Krim. Landskaber. Gader, bygninger, rekreative områder. Rejsen var arrangeret af Landsforeningen til Samvirke mellem Danmark og Sovjetunionen. Fotografen er tidligere DKP-folketingsmedlem og minister, Alfred Jensen (1903-1988).